# Єльшанка (село)
Єльшанка (рос. Ельшанка) — село у Камишинському районі Волгоградської області Російської Федерації.
Населення становить 278  осіб. Входить до складу муніципального утворення Мічурінське сільське поселення.

## Історія
Село розташоване у межах українського історичного та культурного регіону Жовтий Клин.
Згідно із законом від 5 березня 2005 року № 1022-ОД органом місцевого самоврядування є Мічуринське сільське поселення.

## Населення
| 1862 | 1886 | 1894 | 2010 |
| ---- | ---- | ---- | ---- |
| 501  | ↗890 | ↗966 | ↘278 |